# Rovasenda
Rovasenda är en ort och kommun i provinsen Vercelli i regionen Piemonte, Italien. Kommunen hade 929 invånare (2018).